# Limfoma fol·licular
El limfoma fol·licular (LF) és un càncer que implica als limfòcits B; així és, concretament, un tipus de limfoma de cèl·lules B. El càncer s'origina a partir de la divisió incontrolada de tipus específics de limfòcits B coneguts com a centròcits i centroblasts. Aquestes cèl·lules normalment ocupen els fol·licles (remolins nodulars de diversos tipus de limfòcits) en els centres germinals dels teixits limfoides com els ganglis limfàtics. Les cèl·lules canceroses de l'LF típicament formen estructures fol·liculars o similars als fol·licles (vegeu figura adjacent), teixits que envaeixen. Aquestes estructures solen ser la característica histològica dominant d'aquest càncer.
Hi ha diversos termes sinònims i obsolets per a l'LF com el limfoma CB/CC (limfoma centroblàstic i centrocític), limfoma nodular, malaltia de Brill-Symmers, i la designació de subtipus, limfoma fol·licular de cèl·lules grans. Als Estats Units i Europa, aquesta malaltia és la segona forma més comuna de limfoma no hodgkinià, només superat per limfoma difús de cèl·lules B grans. L'LF representa el 10-20% dels limfomes no hodgkinians, amb aproximadament 15.000 casos nous que es diagnostiquen cada any als EUA i Europa. Estudis recents indiquen que la prevalença d'LF és similar al Japó.
L'LF és una entitat clínica àmplia i extremadament complexa amb una àmplia gamma de manifestacions que encara no s'han sistematitzat completament. És comunament precedit per un trastorn precancerós benigne en el qual els centròcits i/o centroblasts anormals s'acumulen en el teixit limfoide. Poden circular a la sang per causar un trastorn asimptomàtic anomenat neoplàsia limfoide in situ del tipus limfoma fol·licular (és a dir, LFIS). Un petit percentatge d'aquests casos progressen a LF. El més comú, però, és que l'LF es presenti com una inflamació dels ganglis limfàtics al coll, aixelles i/o engonals. Menys sovint, es presenta com un càncer del tracte gastrointestinal, un càncer en nens que involucra teixits limfoides de la zona del cap i el coll (per exemple, les amígdales), o una o més masses en teixits no limfoides com ara els testicles.
L'LF típicament té un curs lent que es manté essencialment sense canvis durant anys. No obstant això, cada any un 2-3% de casos d'LF avança a una forma molt agressiva sovint anomenada estadi LF 3B, a un limfoma de cèl·lules B grans agressiu, o a un altre tipus de càncer de cèl·lules B agressiu. Aquests limfomes fol·liculars transformats (LF-t) són essencialment incurables. No obstant això, els avenços recents en el tractament de LF-t (per exemple, l'addició a la quimioteràpia estàndard d'agents com rituximab) han millorat els temps de supervivència global. Aquests nous règims també poden retardar la transformació de LF a LF-t. Avanços addicionals en la comprensió de l'LF pot conduir a millores en el tractament de la malaltia. A Catalunya, té una taxa de supervivència a cinc anys per a homes al voltant del 89% i per a dones al voltant del 71%.